# نشال (فطر)
النشال (الاسم العلمي: Cleptomyces)، جنس فطور من الشقرانيات وفصيلة الشقرانية.